# Сі Луфа
Сі Луфа (*кит.: 思陆法; д/н — бл. 1506) — останній володар держави Муанг Мао у 1480—1500 роках.

## Життєпис
Син саофа Сонганпа. Шанське ім'я не відоме. Брав участь у військових кампаніях батько проти імперії Мін у 1440-х роках. 1449 року після поразок батька перейшов на бік китайців, отримавши володіння у верхів'ях річки Цзіньша (притоки Іраваді).
В подальшому протягом 11 років боровся проти свого старшого брата Тобокбва. Зі сходження на трон муанг Мао небожа Тоханбва замирився з ним. Посів трон після смерті останнього у 1480 році.
У 1482 і 1487 роках відправляв данину до імперії Мін, отримавши відповідний статус. Разом з тим номінально визнавав себе васалом царства Ави. Намагався маневрувати між цими державами. З 1484 року починається війна з шанським князівством Сенві, що кинуло виклик Муанг Мао за право панувати над шанами. Боротьба тривала з перервами до 1491 року. Декілька разів мінські війська намагалися повністю підкорити Муанг Мао та шанські князівства, але через погану організацію походів не змогли цього.
До 1497 року Муанг Мао поринуло в хаос, оскільки почалася боротьба між шанськими князівствами за гегемонію. Близько 1500 року було втрачено князівство Могн'їн було захоплено Со Лоном. Фактично на той час володіння Сі Луфа обмежувалися родинним невеличким володінням. Спроба спертися на мінський уряд для відновлення єдності Муанг Мао не мало успіху. Остання згадка про Сі Луфа відноситься до 1506 року. За цим його володіння зайняв Со Лон.